# جيرالد مولوي
جيرالد مولوي (بالإنجليزية: Gerald Molloy)‏ (و. 1834 – 1906 م) هو فيزيائي 